# Línia T11 del metro d'Estocolm
Aquestes són les estacions de la línia T11 del metro d'Estocolm (Akalla-Kungsträdgården-Akalla), o Stockholms Tunnelbana, la xarxa de metro que serveix la capital de Suècia, Estocolm, i la seva zona metropolitana. És gestionada per Storstockholms Lokaltrafik en combinació amb Veolia Transportation.

## Estacions
| Estació         | Municipi/Districte | Coordenades |
| --------------- | ------------------ | ----------- |
| Akalla          | Akalla             |             |
| Husby           | Husby              |             |
| Kista           | Kista              |             |
| Hallonbergen    | Sundbyberg         |             |
| Näckrosen       | Solna              |             |
| Solna Centrum   | Solna              |             |
| Västra skogen   | Solna              |             |
| Stadshagen      | Stadshagen         |             |
| Fridhemsplan    | Kungsholmen        |             |
| Rådhuset        | Kungsholmen        |             |
| T-Centralen     | Norrmalm           |             |
| Kungsträdgården | Norrmalm           |             |